# Mikołaj Metrofan Sokoliński
Mikołaj Metrofan Sokoliński herbu Druck (zm. 1690), duchowny greckokatolicki.

## Życiorys
Członek zakonu bazylianów, studiował w kolegium jezuitów w Braniewie (1635-1636). Pełnił funkcję archimandryty bracławskiego (1654). W 1654 wzięty do niewoli rosyjskiej, zbiegł po krótkim czasie. Archimandryta klasztoru bazylianów Męczenników Św. Borysa i Gleba w Grodnie w 1675 roku. Od 1680 greckokatolicki arcybiskup smoleński. Terytorium eparchii w tym czasie znalazło się pod władzą rosyjską, więc Sokoliński faktycznie pełnił funkcję archimandryty kilku klasztorów w tym grodzieńskiego. W 1679 poparł reformę zakonu bazyliańskiego i ich nową konstytucję.